# Indywidualne mistrzostwa Włoch na żużlu
Indywidualne mistrzostwa Włoch w sporcie żużlowym – rozgrywany od 1967 r. cykl turniejów, mających na celu wyłonienie najlepszych żużlowców we Włoszech.

## Medaliści
| 3 rundy            |
| ------------------ |
| Udine Lonigo Udine |

| 5 rund                                        |
| --------------------------------------------- |
| Castelmassa Udine Osoppo Follonica Montagnana |

| 4 rundy                             |
| ----------------------------------- |
| Udine Montagnana Castelmassa Lonigo |

| 5 rund                                        |
| --------------------------------------------- |
| Castelmassa Udine Osoppo Follonica Montagnana |

| 5 rund                                               |
| ---------------------------------------------------- |
| Terenzano Formigine Castelmassa Formigine Montagnana |

| 5 rund                                                        |
| ------------------------------------------------------------- |
| Terenzano Castelmassa Monticello di Fara Terenzano Montagnana |

| 5 rund                                                                        |
| ----------------------------------------------------------------------------- |
| Casaltone di Sorbolo Terenzano Formigine Civitanova Marche Monticello di Fara |

| 5 rund                                               |
| ---------------------------------------------------- |
| Terenzano Castelmassa Loreo Civitanova Marche Lonigo |

| 5 rund                                                                  |
| ----------------------------------------------------------------------- |
| Terenzano Bergantino Castelmassa Casaltone di Sorbolo Civitanova Marche |

| 4 rundy                                                           |
| ----------------------------------------------------------------- |
| Piavon di Oderzo Terenzano Giavera Del Montello Castiglione Olona |

| 4 rundy                                            |
| -------------------------------------------------- |
| Lonigo Badia Polesine Terenzano Monticello di Fara |

| 4 rundy                                          |
| ------------------------------------------------ |
| Piavon di Oderzo Lonigo Terenzano Badia Polesine |

| 5 rund                                                                |
| --------------------------------------------------------------------- |
| Terenzano Piavon di Oderzo Lonigo Castiglione Olona Civitanova Marche |

| 5 rund                                                                  |
| ----------------------------------------------------------------------- |
| Lonigo Terenzano Monticello di Fara Castiglione Olona Civitanova Marche |

| 5 rund                                                                 |
| ---------------------------------------------------------------------- |
| Badia Polesine Lonigo Terenzano Giavera Del Montello Castiglione Olona |

| 7 rund |
| --- |
| Giavera Del Montello Badia Polesine Castiglione Olona Terenzano Civitanova Marche Lonigo Piavon di Oderzo |

| 9 rund                                                                           |
| -------------------------------------------------------------------------------- |
| Lonigo Terenzano Lonigo Badia Calavena Terenzano Badia Calavena Lonigo Terenzano |

| 9 rund                                                          |
| --------------------------------------------------------------- |
| Terenzano Lonigo Badia Calavena Terenzano Lonigo Badia Calavena |

| 7 rund                                   |
| ---------------------------------------- |
| Lonigo Terenzano Lonigo Terenzano Lonigo |

| 8 rund                     |
| -------------------------- |
| Terenzano Lonigo Terenzano |

| 7 rund                      |
| --------------------------- |
| Terenzano (wszystkie rundy) |

| 6 rund                      |
| --------------------------- |
| Terenzano (wszystkie rundy) |

| 9 rund                      |
| --------------------------- |
| Terenzano (wszystkie rundy) |

| 8 rund           |
| ---------------- |
| Terenzano Lonigo |

| 8 rund                            |
| --------------------------------- |
| Terenzano Lonigo Terenzano Lonigo |

| 8 rund                                   |
| ---------------------------------------- |
| Lonigo Terenzano Lonigo Terenzano Lonigo |